# Viggo Jensen (calciatore 1921)
Hans Viggo Jensen (Skagen, 29 marzo 1921 – Esbjerg, 29 novembre 2005) è stato un calciatore danese, di ruolo difensore o centrocampista.